# Милочерска плажа
Милочерска плажа, позната и као Краљева плажа, убраја се међу најлепше плаже на Црногорском приморју. Дуга је 280 m, а површине 7400 m2. У њеном залеђу, готово на самој обали налази се Вила Милочер, некадашњи летњиковац династије Карађорђевић. Име је добила по југословенском краљу Александру I Карађорђевићу. 
Плажа је покривена ситним песком, а море је прозирно и чисто. Окужује је Милочерски парк, богат егзотичним дрвећем. Због својих природних карактеристика и положаја спада у плаже највише категорије и једну од најексклузивнијих на Будванској ривијери и овом делу Јадрана. Краљева плажа представља савршен спој природе и умешности човека. Колико је одувек била популарна говори и податак да ју је посећивао и југословенски председник Јосип Броз Тито.

## Вила Милочер и парк
Летњиковац Карађорђевића, данас Вила Милочер, изграђен је 1934. године. Налази се на имању површине 32 ha. Изградња овог дворца са осам помоћних објеката је, према речима правног заступника престолонаследника Александра II Карађорђевића, адвоката Ђорђа Ђурића, финансирана из приватне краљевске касе, а читава породица је волела овде да проводи вреле летње месеце. После Другог светског рата, летњиковац је национализован и претворен у ексклузивни хотел, што је остала до данас. Вила је реновирана, али је задржана првобитна архитектура. Поред осталог има осам апартмана и сопствени спа центар.
Вила је са три стране окружена Милочерским парком површине 18 ha, подигнутим у склопу летњиковца. Један део парка чини борова шума и засади маслина са више од 800 стабала. За његово уређење парка донет је велики број ретких биљних врста. Због тога Краљева плажа представља прави природни музеј. Међу многим егзотичним врстама налазе се либански кедар, еукалиптус, тропске мимозе, јапанске мушмуле, кактуси, агаве, питоспорум и многе друге.
Кроз парк, од Краљичине, преко Краљеве плаже, до Светог Стефана води пешачка стаза дуга око 500 m.

## Контроверзе око власништва
Три атрактивне плаже, Милочерска, Краљичина и плажа Свети Стефан, годинама су биле резервисане за госте хотелског комплекса и политичку елиту, а Краљичина плажа била је затворена и за поглед. Због судског спора који компанија Adriatic properties води око власништва, од 2021. године све ове три ексклузивне плаже су јавне, доступне свима. Истовремено Компанија држи затворен град-хотел Свети Стефан и Вилу Милочер, док је изградња новог хотела Краљичина плажа обустављена. Управо је коришћење Краљичине плаже довело до затварања Светог Стефана 2021. године, пошто су мештани поломили ограду на Краљичиној плажи, а Јавно предузеће за управљање морским добром наредило њено уклањање, чиме су стазе у Милочерском парку ослобођене за јавно коришћење.
Почетком 2000-их Породица Карађорђевић тражила је од Владе Црне Горе да јој врати сву имовину у тој земљи која је припадала династији пре национализације: елитну Вилу Милочер, Краљичину и Краљеву плажу, као и двеста парцела у околини Светог Стефана, Милочера и Будве. Наследници српске круне тражили су да им се врате и Зграда српског посланства на Цетињу, у којој је рођен краљ Александар и зимска резиденција Карађорђевића Љесковац на Ријеци Црнојевића. Према речима правног заступника Карађорђевића, Вила Милочер је до Другог светског рата била у власништву Марије Карађорђевић.
- Слике плаже и парка
- Поглед на Свети Стефан
- Поглед на увалу с плаже
- Плажа и Вила Милочер
- Поглед на плажу са стазе према Св. Стефану
- Парк око виле
- Улаз на плажу из парка

- Вила Милочер и детаљи зграде

## Друге „краљевске” плаже у Црној Гори

### Краљичина плажа (Милочер)
У непосредној близини Краљеве плаже налази се чувена Краљичина плажа. Од Светог Стефана удаљена је око 500 метара. Важи за једну од најлепших плажа, не само у Црној Гори, већ и на целом Медитерану. То је мала плажа, дуга око 200 метара. У залеђу плаже налази се летња резиденција краља Николе, окружена густом боровом шумом и засадима чемпреса и маслина.

### Краљичина плажа у Чању
Недалеко од ове, у Чању, такође постоји плажа овог имена. Краљичина плажа код Милочера позната је широм Европе, али за је истоимену плажу у Чању мало ко чуо. Налази се у ували окруженој високим стенама, па јој је могуће прићи само с мора, чамцем. Због тога носи епитет „дивље” плаже, иако је опремљена лежаљкама и сунцобранима, а на плажи постоји и ресторан. Изолованост ове плаже доприноси томе да је вода беспрекорно чиста, као и сама плажа, а стене које је окружују подстичу осећај изолованости. Са ове плаже се може отпливати до једне од околних мањих плажа у овој ували, које су потпуно дивље.